# Tweede Kamerverkiezingen in het kiesdistrict Rotterdam I (1897-1918)
Tweede Kamerverkiezingen in het kiesdistrict Rotterdam I (1897-1918) geeft een overzicht van verkiezingen voor de Nederlandse Tweede Kamer in het kiesdistrict Rotterdam I in de periode 1897-1918.
Het kiesdistrict Rotterdam I was eerder ingesteld geweest in de periode 1848-1850. Het kiesdistrict werd opnieuw ingesteld in 1897, toen het meervoudige kiesdistrict Rotterdam gesplitst werd in vijf enkelvoudige kiesdistricten, Rotterdam I, Rotterdam II, Rotterdam III, Rotterdam IV en Rotterdam V. Tot het kiesdistrict behoorde een gedeelte van de gemeente Rotterdam.
Het kiesdistrict Rotterdam I vaardigde in dit tijdvak per zittingsperiode één lid af naar de Tweede Kamer. 
Legenda
- cursief: in de eerste verkiezingsronde geëindigd op de eerste of tweede plaats, en geplaatst voor de tweede ronde;
- vet: gekozen als lid van de Tweede Kamer.

## 15 juni 1897
De verkiezingen waren algemene verkiezingen; zij werden gehouden na ontbinding van de Tweede Kamer vanwege het bereiken van het einde van de zittingstermijn. 
|                  | 15 juni | 25 juni |
| ---------------- | ------- | ------- |
| Kiesgerechtigden | 3.208   | 3.208   |
| Opkomst          | 2.673   | 2.777   |
| Geldige stemmen  | 2.637   | 2.758   |
| Blanco stemmen   | 36      | 19      |
| Kandidaten       |         |         |
| J.T. de Visser   | 671     | 1.460   |
| R.P. Mees        | 1.066   | 1.298   |
| T. Tromp         | 516     |         |
| J. Maschek       | 314     |         |
| L. Goudswaard    | 70      |         |

## 14 juni 1901
De verkiezingen waren algemene verkiezingen; zij werden gehouden na ontbinding van de Tweede Kamer vanwege het bereiken van het einde van de zittingstermijn. 
|                  | 14 juni | 27 juni |
| ---------------- | ------- | ------- |
| Kiesgerechtigden | 3.844   | 3.844   |
| Opkomst          | 2.823   | 2.990   |
| Geldige stemmen  | 2.792   | 2.963   |
| Blanco stemmen   | 31      | 27      |
| Kandidaten       |         |         |
| D. Fock          | 1.155   | 1.569   |
| J.T. de Visser   | 1.023   | 1.394   |
| J.P. van Term    | 366     |         |
| L.M. Hermans     | 248     |         |

## 16 juni 1905
De verkiezingen waren algemene verkiezingen; zij werden gehouden na ontbinding van de Tweede Kamer vanwege het bereiken van het einde van de zittingstermijn. 
|                  | 16 juni | 28 juni |
| ---------------- | ------- | ------- |
| Kiesgerechtigden | 7.357   | 7.357   |
| Opkomst          | 6.435   | 6.690   |
| Geldige stemmen  | 6.375   | 6.652   |
| Blanco stemmen   | 60      | 38      |
| Kandidaten       |         |         |
| D. Fock          | 2.417   | 3.596   |
| J.W. Rudolph     | 2.782   | 3.056   |
| H. Spiekman      | 1.176   |         |

## 7 september 1905
Dirk Fock, gekozen bij de verkiezingen van 16 juni 1905, besloot zijn kandidatuur niet te aanvaarden vanwege zijn benoeming als bewindspersoon in het kabinet-De Meester. Om in de ontstane vacature te voorzien werd een naverkiezing gehouden.
|                  | 7 september | 14 september |
| ---------------- | ----------- | ------------ |
| Kiesgerechtigden | 7.357       | 7.357        |
| Opkomst          | 5.790       | 5.928        |
| Geldige stemmen  | 5.750       | 5.883        |
| Blanco stemmen   | 40          | 45           |
| Kandidaten       |             |              |
| S. van den Bergh | 1.899       | 2.998        |
| D.P.D. Fabius    | 2.331       | 2.885        |
| H. Spiekman      | 1.520       |              |

## 11 juni 1909
De verkiezingen waren algemene verkiezingen; zij werden gehouden na ontbinding van de Tweede Kamer vanwege het bereiken van het einde van de zittingstermijn. 
|                     | 11 juni | 23 juni |
| ------------------- | ------- | ------- |
| Kiesgerechtigden    | 10.111  | 10.111  |
| Opkomst             | 7.678   | 7.854   |
| Geldige stemmen     | 7.623   | 7.767   |
| Blanco stemmen      | 55      | 87      |
| Kandidaten          |         |         |
| H. Goeman Borgesius | 2.162   | 3.911   |
| D.J. de Geer        | 3.341   | 3.856   |
| H. Spiekman         | 2.120   |         |

## 17 juni 1913
De verkiezingen waren algemene verkiezingen; zij werden gehouden na ontbinding van de Tweede Kamer vanwege het bereiken van het einde van de zittingstermijn. 
|                     | 17 juni | 25 juni |
| ------------------- | ------- | ------- |
| Kiesgerechtigden    | 12.248  | 12.248  |
| Opkomst             | 9.858   | 10.197  |
| Geldige stemmen     | 9.737   | 10.104  |
| Blanco stemmen      | 121     | 93      |
| Kandidaten          |         |         |
| H. Spiekman         | 3.739   | 5.576   |
| B.J. Gerretson      | 3.605   | 4.528   |
| H. Goeman Borgesius | 2.246   |         |

## 1 augustus 1913
Hendrik Spiekman, gekozen bij de verkiezingen van 17 juni 1913, was tevens gekozen in het kiesdistrict Rotterdam II, waaraan hij de voorkeur gaf. Om in de ontstane vacature te voorzien werd in Rotterdam I een naverkiezing gehouden.
|                   | 1 augustus | 8 augustus |
| ----------------- | ---------- | ---------- |
| Kiesgerechtigden  | 12.248     | 12.248     |
| Opkomst           | 8.957      | 8.973      |
| Geldige stemmen   | 8.862      | 8.911      |
| Blanco stemmen    | 95         | 62         |
| Kandidaten        |            |            |
| B.J. Gerretson    | 3.934      | 4.670      |
| A.B. de Zeeuw     | 2.531      | 4.241      |
| D. de Klerk       | 2.343      |            |
| W. van Ravesteijn | 54         |            |

## 15 juni 1917
De verkiezingen waren algemene verkiezingen; zij werden gehouden na ontbinding van de Tweede Kamer nadat een voorstel tot wijziging van de Grondwet in eerste lezing door Tweede Kamer en Eerste Kamer was aangenomen. 
|                  | 15 juni |
| ---------------- | ------- |
| Kiesgerechtigden | 14.867  |
| Opkomst          | 4.800   |
| Geldige stemmen  | 4.674   |
| Blanco stemmen   | 126     |
| Kandidaten       |         |
| B.J. Gerretson   | 3.764   |
| J.W. Kruyt       | 910     |

## Opheffing
De verkiezing van 1917 was de laatste verkiezing voor het kiesdistrict Rotterdam I. In 1918 werd voor verkiezingen voor de Tweede Kamer overgegaan op een systeem van evenredige vertegenwoordiging met kandidatenlijsten van politieke partijen.